# Gilles Augustin Binya
Gilles Binya (Yaoundé, 29 agosto 1984) è un ex calciatore camerunese, di ruolo centrocampista.

## Carriera

### Club
Ha giocato nella prima divisione camerunense, in quella algerina, in quella portoghese ed in quella turca.

### Nazionale
Ha partecipato alla Coppa d'Africa del 2008 ed a quella del 2010. Tra il 2007 ed il 2010 ha giocato complessivamente 17 partite nella nazionale camerunense.

## Palmarès

### Club

#### Competizioni nazionali
- Coppa di Lega portoghese: 1

Benfica: 2008-2009